# Protesten in Jemen (2011-2012)
De protesten in Jemen begonnen tijdens het eerste stadium van de Tunesische protesten en gelijktijdig met de Egyptische protesten en andere massale protesten in de Arabische wereld in het begin van 2011. De protesten waren aanvankelijk gericht tegen de werkloosheid, de economische omstandigheden en corruptie, alsmede tegen de voorstellen van de regering om de grondwet van Jemen te wijzigen. De demonstranten eisen het vertrek van president Ali Abdullah Saleh.

## Verloop
Een grote demonstratie van meer dan 16.000 demonstranten vond plaats in de hoofdstad Sanaa op 27 januari 2011. Op 2 februari 2011 kondigde Saleh aan zich niet herkiesbaar te stellen en de macht niet over te dragen aan zijn zoon. Op 3 februari 2011 protesteerden 20.000 mensen tegen de regering in Sanaa, anderen protesteerden in Aden, tijdens de "Dag van Woede". Deze dag was uitgeroepen door Tawakel Karman. Naast anti- werden in het land ook pro-regeringsdemonstraties gehouden, maar deze waren kleinschaliger.
De protesten gingen ook in de weken daarna door. Op 17 maart vielen in verscheidene steden in het land doden en gewonden. Een dag later, op 18 maart, werden in Sanaa bij de grootste demonstratie sinds het begin van de protesten zelfs meer dan 50 demonstranten door sluipschutters doodgeschoten, waarna president Saleh de noodtoestand uitriep. Door de demonstranten werd de regering ervan beschuldigd achter de beschietingen te zitten, maar deze sprak dit tegen. Uit protest tegen het geweld stapten verschillende hoogwaardigheidsbekleders op, onder wie de minister van mensenrechten. Later op de dag ontsloeg Saleh zelfs het gehele kabinet. Op 21 maart verloor de president ook de steun van enkele hooggeplaatste leden van het leger en nam een aantal ambassadeurs ontslag.
Op 1 april gingen honderdduizenden mensen de straat op om te protesteren tegen Ali Abdullah Saleh.

### Bemiddeling Golfstaten
Op 4 april maakte een aantal Golfstaten, waaronder Saudi-Arabië en Bahrein bekend te willen bemiddelen tussen Saleh en de oppositie waarna zij een samenwerkingsverband oprichtten (GCC). In eerste instantie maakte de president bekend niet te willen onderhandelen met de GCC, maar accepteerde de hulp later alsnog. Al snel werd duidelijk dat de Golfstaten inzetten op het vertrek van president Saleh. Er kwam een voorstel waarin Saleh zijn macht binnen 30 dagen moest overdragen in ruil voor immuniteit voor hemzelf en zijn familie. Op het laatste moment besloot Saleh het akkoord met de oppositie toch niet te tekenen.
Op 21 mei tekende de oppositie het nieuwe akkoord alvast waarna Saleh beloofde het ook te zullen tekenen. De GCC gaf aan zich terug te trekken uit de bemiddeling wanneer Saleh opnieuw niet zou tekenen. Op 23 mei weigerde Saleh voor de derde maal op het laatste moment het akkoord over zijn vertrek te tekenen waarna de GCC besloot de bemiddeling te staken.

### Gewapende opstand
Nadat president Ali Abdullah Saleh voor de derde maal het akkoord over zijn vertrek had geweigerd te tekenen, braken er gevechten uit tussen veiligheidstroepen van Saleh en de Hashid-stam en Baqueel-stam in de hoofdstad Sanaa. Eerder riepen stammenleiders sjeik Sadeq al-Ahmar en Abu Lohoum al om het aftreden van Saleh. De Hashid-stam, waar de president zelf toebehoort, keerde hem al eerder de rug toe. Er waren vuurgevechten te horen in de stad en stammenleden namen regeringsgebouwen over. Veel mensen ontvluchtten de stad door het geweld en overheidstroepen stelden controleposten op om versterking van de opstandelingen te voorkomen. De Verenigde Staten adviseerden Amerikanen om het land te verlaten. Beide partijen beschuldigden elkaar ervan een burgeroorlog te ontketenen.
Op 24 mei waren er 38 doden gevallen, waarvan 14 militairen en 24 stamleden. Op 27 mei werd de Jemenitische luchtmacht ingezet tegen de opstandelingen om de opstand de kop in te drukken. Er werden luchtaanvallen uitgevoerd op gebieden die eerder overgenomen werden door opstandelingen. Op 27 mei werd er een tijdelijk staakt-het-vuren afgekondigd door de leider van het stammenverbond van de Hashid, Sadeq al-Ahmar. Saleh ging akkoord met het bestand, meldden bronnen binnen de regering. Het dodental als gevolg van de gevechten tussen regeringstroepen en stammenleden stond inmiddels op 124. Op 26 mei vaardigde de president al een arrestatiebevel tegen de stammenleider en negen van zijn broers uit.
Op 29 mei namen circa 300 gewapende strijders de stad Zinjibar in, de hoofdstad van de provincie Abyan. Mogelijk waren het aanhangers van Al Qaida en islamitische militanten. Al Qaida heeft een grote invloed in de provincie Abyan. Nog diezelfde dag ging het leger in de tegenaanval tegen de extremisten. Na dagenlange zware gevechten met artillerie en machinegeweren waren er zeker 45 doden gevallen. Op 7 juni was het Jemenitische leger er nog niet in geslaagd Zinjibar in te nemen en werden er extra manschappen richting de stad gestuurd. Ook de Amerikaanse luchtaanvallen op Al Qaida-militanten werden de afgelopen weken opgevoerd. Er werd in het zuiden van Jemen gebombardeerd met onbemande vliegtuigen om te voorkomen dat het terreurnetwerk profiteert van de onrust in het land.
Op 30 mei werd opnieuw een bloedbad aangericht, toen de politie en het leger het Vrijheidsplein in Taiz ontruimden. Hierbij werd het vuur geopend op de demonstranten die het plein bezetten; daarbij vielen minstens 20 doden. Ook in de dagen daarna gingen de gevechten tussen regeringstroepen en stammen in de hoofdstad Sanaa onophoudelijk door waarbij tientallen doden vielen. Op 4 juni werden de troepen teruggetrokken uit de stad Taiz. Berichten over 50 burgerdoden aldaar worden onderzocht door de Verenigde Naties.
Op 4 juni werd de Nederlandse ambassade in de hoofdstad Sanaa met onmiddellijke ingang gesloten.

### Aanslag op president Saleh
Op 3 juni raakte president Saleh zwaargewond bij een raket/granaataanval op het presidentieel paleis. Ook kwamen vier lijfwachten om het leven en raakte de premier gewond. In eerste instantie werd gemeld dat Saleh zelf lichtgewond was. De oppositie claimde dat Saleh omgekomen was bij de aanval wat onwaar bleek te zijn. Twee dagen later werd Saleh voor medische behandeling naar Saudi-Arabië gebracht waar hij in de hoofdstad Riaad geopereerd werd. In de hoofdstad Sanaa in Jemen werd feest gevierd, toen Saleh het land had verlaten. De president had brandwonden opgelopen en een klaplong als gevolg van rondvliegende granaatscherven.

### Aftreden van president Saleh
Op 23 november 2011 trad president Saleh af, na maanden van onrust en opstanden. Saleh gaat na de ondertekening naar New York voor een medische behandeling, direct nadat hij de macht overdraagt. Dat zei VN-topman Ban Ki-moon diezelfde dag. Saleh werd opgevolgd door, de toen nog vicepresident van Saleh Abd al-Rab Mansur al-Hadi. In werkelijkheid trad Saleh af op 27 februari 2012 en werd Al-Hadi geïnstalleerd als de nieuwe president van Jemen na presidentsverkiezingen waar hij als enige aan mee mocht doen waardoor hij 99,80% van de stemmen kreeg.